# Petra Wust
Petra Wust (geboren am 6. April 1952 in Wolfen) ist eine deutsche Diplom-Ingenieurökonomin und Kommunalpolitikerin. Von 2003 bis 2007 war sie Oberbürgermeisterin von Wolfen und im Anschluss bis 2017 Oberbürgermeisterin von Bitterfeld-Wolfen.

## Leben
Petra Wust wuchs in Bitterfeld auf, wo sie unter anderem die Helene-Lange-Schule besuchte. Im damaligen Chemiekombinat der Stadt machte sie eine Ausbildung zur Facharbeiterin für Datenverarbeitung. Nach ihrem Abschluss arbeitete sie für die Staatliche Versicherung in Bitterfeld sowie für die Wolfener Filmfabrik. Parallel dazu studierte sie an der Fachschule für Finanzwirtschaft in Gotha (Abschluss Diplom-Ingenieurökonomin). 1970 heiratete sie, 1971 wurde ihr Sohn geboren.

## Kommunalpolitik
1990 begann Wust in der Stadtverwaltung der Stadt Wolfen als Finanzdezernentin. Ein Jahr später wurde sie gleichzeitig stellvertretende Bürgermeisterin. Im September 2001 wurde sie vom Wolfener Stadtrat zur stellvertretenden Oberbürgermeisterin gewählt. Ab November 2001 wirkte sie wegen der schweren Krankheit des Amtsinhabers Lutz Born als kommissarische Oberbürgermeisterin. Bei der Oberbürgermeisterwahl am 26. Januar 2003 holte sie als Parteilose im ersten Wahlgang überraschend die Mehrheit.
Bei der Gründung der gemeinsamen Stadt Bitterfeld-Wolfen wurde Wust im Juli 2007 als Oberbürgermeisterin der größten Teilstadt zur kommissarischen Oberbürgermeisterin. Bei der ersten Oberbürgermeisterwahl der neuen Stadt im November 2009 wurde sie im Amt bestätigt. Als Gründungsoberbürgermeisterin stand sie vor der Herausforderung, Doppelstrukturen abzubauen und gleichzeitig ein neues Gemeinschaftsgefühl zu schaffen. Wie ihr rückblickend bescheinigt wurde, bewältigte sie diese Phase gut. Dabei half ihr ihre Verwaltungserfahrung und Ortskenntnis und die Fähigkeit, eine klare Position zu beziehen. In späteren Jahren wurde bemängelt, dass es ihr am Willen zur Gestaltung fehlen würde. Mit der Wirtschaftskrise sanken die Einnahmen der Stadt, die anfängliche Erfolgsgeschichte des Solar Valley brach 2012 mit der Insolvenz von Q-Cells ab. Nach der Kommunalwahl 2014 verschlechterten sich die Beziehungen zwischen der Frau an der Spitze der Stadt und dem Stadtrat. Einige Räte attackierten Wust immer wieder. In dieser Zeit fehlte ihr aufgrund ihrer Parteilosigkeit eine Machtbasis, auf die sie zurückgreifen konnte. 2015 positionierte Wust sich klar gegen rechte Gewalt in der Stadt.
Aus Altersgründen trat Wust 2017 nicht mehr zur Wahl an. Ihre Amtszeit endete am 5. März 2017.